# مرفأ البحرين المالي
مرفأ البحرين المالي هو مشروع تنموي تجاري على نطاق واسع في المنامة عاصمة البحرين وهو أعلى نقطة في البلاد. تم البدء في بنائه في 2004 وافتتح في في 2 مايو 2007 بحضور رئيس الوزراء خليفة بن سلمان آل خليفة. بلغت تكلفته 1.5 مليار دولار أمريكي (568.5 مليون دينار بحريني) بينما تبلغ مساحته 380 ألف متر مربع. يتسع موقع السيارات لإيقاف 11 ألف سيارة. شيد البرجان شركة الحمد للإنشاء والتطوير.
يقع بجانب الطريق الملك فيصل السريع بالقرب من العديد من المعالم الشهيرة مثل مركز التجارة العالمي البحرين، وأبراج اللؤلؤ، وبنك البحرين الوطني. يجري حاليا إنشاء غالبية المشروع على أراضي مستصلحة.
البرجان التوأمان المسميان البرج التجاري الشرقي والبرج التجاري الغربي حاليا يعتبران أطول أبراج البحرين بارتفاع يبلغ 260 متر يحتوي على 53 طوابق منها 4 تحت الأرض.

## المستأجرين
- وزارة المواصلات يقع مقرها في الطوابق 9 و32 و33.
- مكتب النقل البري في الطابق 32.
- مركز خدمات التأشيرات السعودية في الطابق الثاني.[3]